# ۷آلفا-هیدروکسی‌کلسترول
۷آلفا-هیدروکسی‌کلسترول (به انگلیسی: 7α-Hydroxycholesterol) با فرمول شیمیایی C۲۷H۴۶O۲ یک ترکیب شیمیایی با شناسه پاب‌کم ۱۰۷۷۲۲ است. که جرم مولی آن ۴۰۲٫۶۵۳ g/mol می‌باشد. 